# Царственик или история болгарская
„Царственик или история болгарская“ е българска книга, с автор Христаки Павлович, отпечатана в 1844 г. Това е първото печатно издание на един от вариантите на „История славянобългарска“ от Паисий Хилендарски. Според авторитетното мнение на Васил Златарски, потвърдено от Димитър Цанев, книгата е „далечна преработка на Паисиевата история“, като текстът е преработен и осъвременен. .
За кратко време тази книга е била разпространена между хората и в училищата . Всеки, който можел да чете се снабдявал с книгата и я е учил наизуст, за да я разкаже на тези, които не могат да четат. Това е първата печатна българска история. Преди това са известни печатни издания, в които има само отделни глави за българската история, като книгите „Царството на славяните“ на Мавро Орбини и „История разных славенских народов, найпаче болгар, хорватов и сербов“ на Йован Раич.